# 愛知県道362号東大沼足助線
愛知県道362号東大沼足助線（あいちけんどう362ごう ひがしおおぬまあすけせん）は、愛知県豊田市内を通る一般県道である。香嵐渓への裏道である。

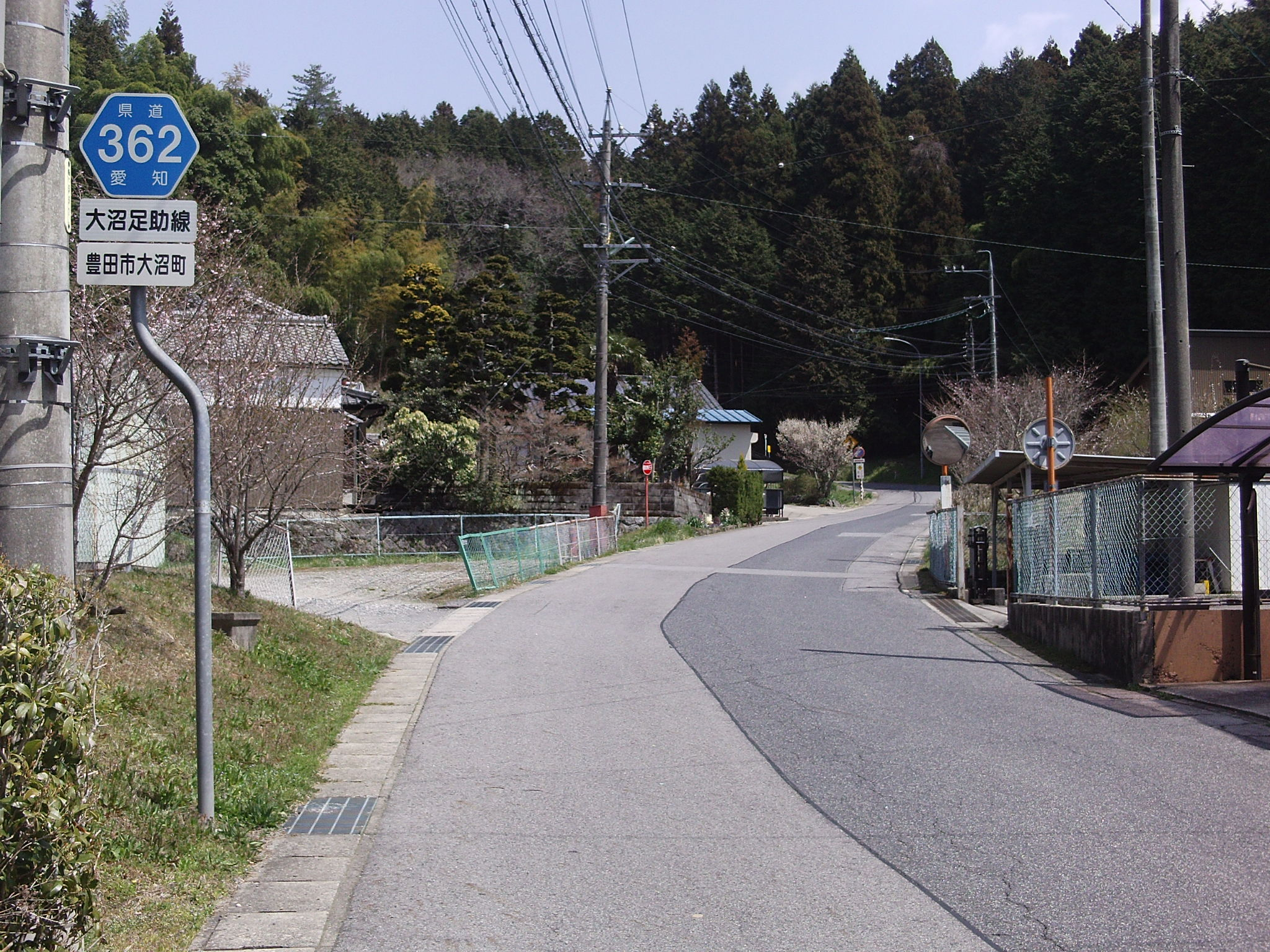
（起点）東大沼の市街地を少し外れた場所。

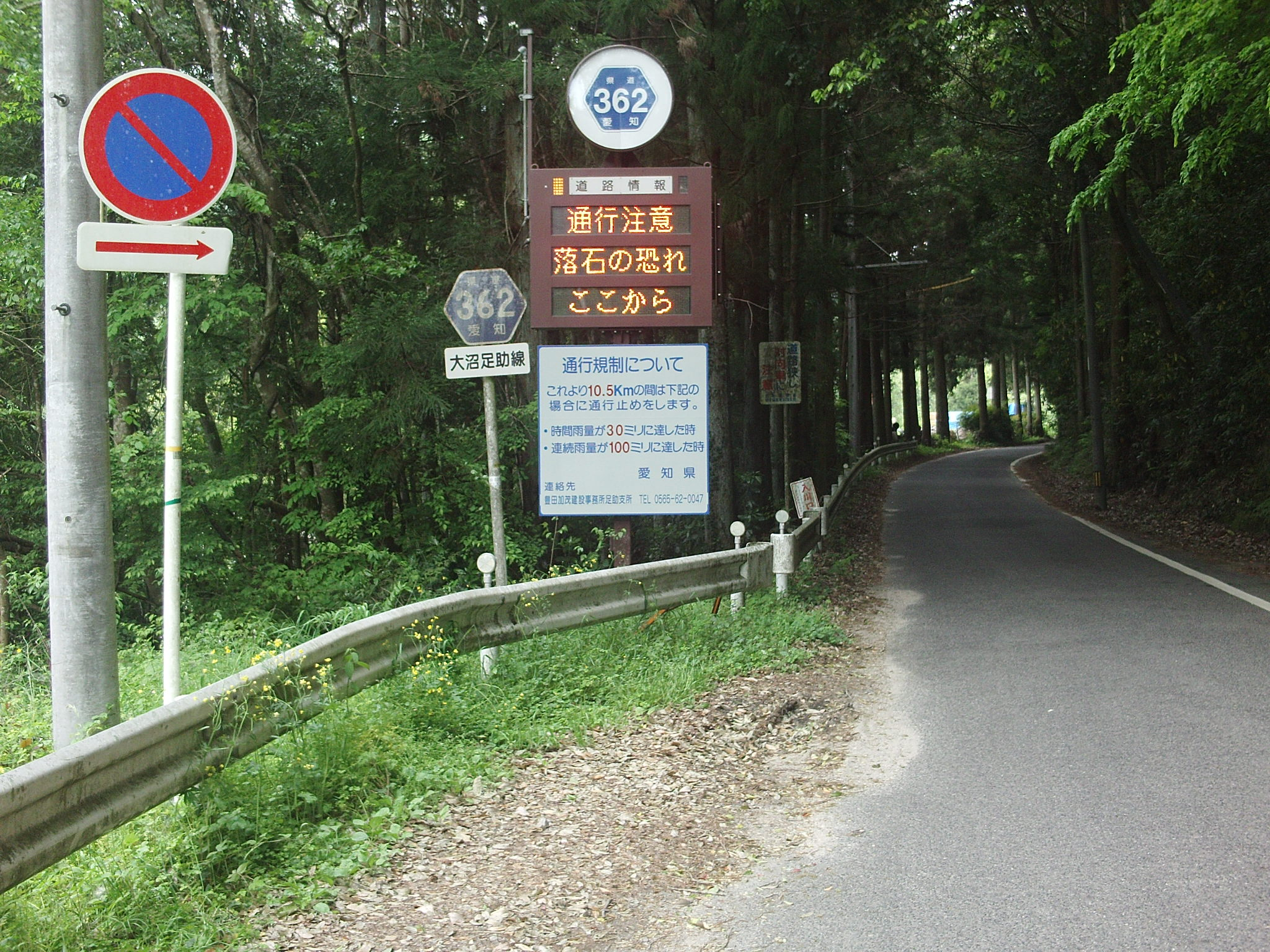
香嵐渓の南。巴川に沿うように蛇行する。

## 概要

### 路線データ
- 起点：愛知県豊田市大沼町八沢（東大沼交差点）
- 終点：愛知県豊田市足助町梶平（梶平交差点）

## 沿革
- 1959年12月15日：認定

## 通過する自治体
- 愛知県
  - 豊田市

## 接続する道路
- 愛知県道363号作手善夫大沼線（東大沼交差点）
- 愛知県道477号東大見岡崎線（豊田市平瀬町）
- 国道420号（豊田市安実京町）
- 愛知県道366号小渡明川足助線（梶平交差点）

## 重複区間
- 愛知県道477号東大見岡崎線（東大沼交差点 - 豊田市平瀬町）
- 国道420号（豊田市安実京町 - 豊田市足助町飯盛）
- 愛知県道366号小渡明川足助線（豊田市足助町飯盛 - 梶平交差点）

## 沿線
- 巴川水力発電所
- 盛岡発電所
- 香嵐渓